# Ніколайс Грішунінс
Ніколайс Грішунінс (латис. Nikolajs Grišuņins; 11 серпня 1984, Вентспілс) — латвійський професійний боксер, призер чемпіонатів Європи серед аматорів.

## Боксерська кар'єра
- На чемпіонаті світу 2005 в категорії до 75 кг Ніколайс Грішунінс переміг Мурата Рьота (Японія), а у наступному бою програв Андраніку Акопяну (Вірменія).
- На чемпіонаті Європи 2008 в категорії до 81 кг завоював бронзову медаль.
  - В 1/16 фіналу переміг Гезима Тахірі (Австрія) — 10-1
  - В 1/8 фіналу переміг Даррена О'Ніл (Ірландія) — 11-5
  - У чвертьфіналі переміг Дарко Кучука (Боснія) — 1-0
  - У півфіналі програв Олександру Усику (Україна) — 4-5
- На чемпіонаті світу 2009 програв у першому бою Олександру Гвоздику (Україна).
- На чемпіонатах Європи 2010 та 2011 програв у другому бою.
- На чемпіонаті Європи 2013 та чемпіонаті світу 2013 програв у першому бою.
- На чемпіонаті Європи 2015 в категорії до 91 кг завоював бронзову медаль.
  - В 1/16 фіналу переміг Лабінота Джорджай (Словенія) — 3-0
  - У 1/8 фіналу переміг Драгана Великовича (Сербія) — 3-0
  - У чвертьфіналі переміг Сейда Кезер (Туреччина) — 3-0
  - У півфіналі програв Ігорю Якубовському (Польща) — 0-3
- На чемпіонаті світу 2015 програв у другому бою і не потрапив на Олімпійські ігри 2016.
- Впродовж 2016—2020 років Ніколайс Грішунінс провів 15 боїв на професійному рингу.